# Darrell Chumley
Darrell „DC“ Chumley ist ein US-amerikanischer Schauspieler und Hörfunkmoderator.

## Leben
An der Tarleton State University erlangte Chumley seinen Bachelor of Science in Criminal Justice und Business Management. Von 2010 bis 2011 spielte er in der Fernsehserie Chase mit. Die dortige Serienrolle des U.S. Marshall Ramirez verkörperte er in insgesamt 17 Episoden. Danach folgten mehrere Besetzungen in verschiedenen Kurzfilmen. 2014 erhielt er eine Nebenrolle im Spielfilm The Black Rider: Revelation Road. 2015 mimte er die Rolle des Chester im Fernsehfilm Night of the Wild – Die Nacht der Bestien. Im selben Jahr folgte eine Rolle im Kurzfilm Shattered Reflections. 2017 spielte er in einer Episode der Fernsehdokuserie Scandal Made Me Famous mit.
Chumley ist mit seiner Sendung Barside Jive als Hörfunkmoderator tätig.

## Filmografie (Auswahl)
- 2010–2011: Chase (Fernsehserie, 17 Episoden)
- 2011: I Like You Crazy (Kurzfilm)
- 2011: Art of Crime (Kurzfilm)
- 2014: The Stand (Kurzfilm)
- 2014: The Atrium (Kurzfilm)
- 2014: The Black Rider: Revelation Road
- 2015: Night of the Wild – Die Nacht der Bestien (Night of the Wild, Fernsehfilm)
- 2015: Shattered Reflections (Kurzfilm)
- 2017: Scandal Made Me Famous (Fernsehdokuserie, Episode 2x02)